# Tom Glavine

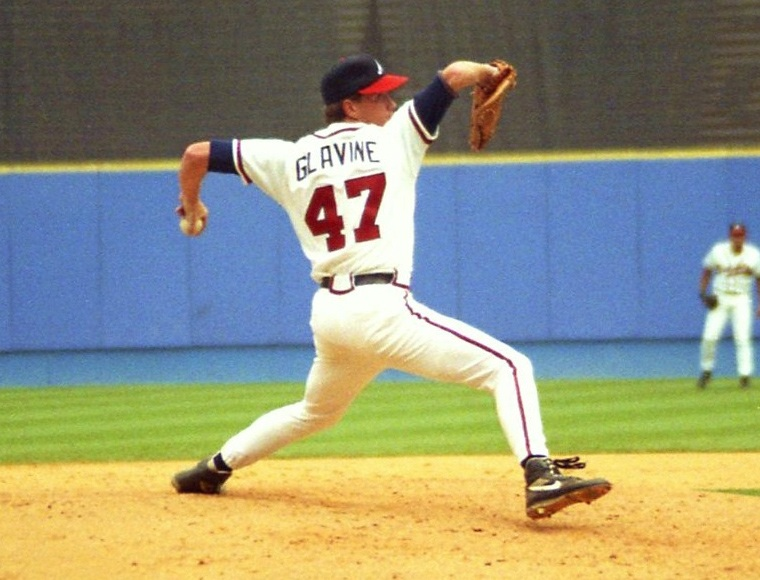
Tom Glavine en 1993.

Thomas Michael Glavine (Concord, Massachusetts, 25 de marzo de 1966) es un lanzador zurdo en las Grandes Ligas de Béisbol. Durante la década de 1990, Tom fue uno de los lanzadores más ganadores de la Liga Nacional. En cinco ocasiones ganó 20-juegos y en dos ocasiones recibió el Premio Cy Young. También es conocido como un excelente jardinero y un bateador de promedio.
El 8 de enero de 2014, fue elegido al Salón de la Fama del Béisbol en Cooperstown, en su primer año de eligibilidad y recibiendo el 91.9% de los votos.

## Primeros años
Tom Glavine sobresalió en varios deportes durante sus estudios de secundaria y fue preseleccionado por los equipos Los Angeles Kings en Hockey y Atlanta Braves en Béisbol Tom escogió el béisbol y debutó en las grandes Ligas el 17 de agosto de 1987.
En sus primeros años, Tom tuvo buenos y malos momentos, el peor fue a acumular 17 partidos perdidos en 1988.

## Mejores años
El primer gran año de Tom en las grandes ligas llegó en 1991, año en que ganó 20 juegos y 2.25 de efectividad. Esta fue la primera de tres temporadas consecutivas en las que ganó 20 juegos y su primer Premio Cy Young. 
Durante la década de 1990, los bravos pasaron de las posiciones del fondo a las posiciones estelares gracias a su equipo estelar de lanzadores y su sólido bateo. El trío, formado por Tom Glavine, John Smoltz y Greg Maddux, transferido en 1993, es considerado por muchos el mejor trío de lanzadores que han jugado juntos en un equipo de grandes ligas. Entre ellos acumularon siete premios Cy Young en ocho años.
En 2003, Tom aceptó una oferta de los New York Mets. A lo largo de los años, llegó a ser el primero zurdo de los Mets en casi 30 años a comenzar al menos treinta juegos en cuatro temporadas consecutivas. El 5 de agosto de 2007 se convirtió en el 23° pitcher en llegar a 300 partidos ganados. La hazaña ocurrió en el Wrigley Field ante los Chicago Cubs y la ovación del público.

## Logros
- Miembro del Salón de la Fama del Béisbol (2014)
- 9-veces seleccionado para Juego de Estrellas de las Grandes Ligas de Béisbol (1991-93, 1996-98, 2000, 2002, 2004)
- Dos veces ganador del Premio Cy Young (1991, 1998)
- Jugador más valioso de la Serie Mundial de béisbol de 1995
- 5-veces mayor número de victorias (1991-93, 1998, 2000)

## Equipos
- Atlanta Braves (1987-2002)
- New York Mets (2003-2007)
- Atlanta Braves (2008)